# Gray Matter (band)
Gray Matter was een Amerikaanse posthardcoreband afkomstig uit Washington D.C. die actief was tussen 1983 en 1986 en later tussen 1990 en 1993. De band heeft twee studioalbums, een verzamelalbum, en vier singles of ep's laten uitgeven via het platenlabel Dischord Records.

## Geschiedenis
Gray Matter werd officieel opgericht in de zomer van 1983 en ontstond uit de as van verscheidene punkbands uit Washington D.C. die uit elkaar waren gegaan. Geoff Turner, Mark Haggerty en Dante Ferrando speelden al sinds hun vroege middelbareschooltijd in bands. In 1983 speelden Dante en Mark samen in de band Iron Cross, maar toen het imago van deze band meer begon te reflecteren op de gewelddadige supporters dan de leden zelf, stopte Dante. Kort daarna vertrok Mark ook en de twee gingen samen met Geoff en Steve Niles shows spelen in en rondom Washington D.C. onder de naam Gray Matter.
Het debuutalbum van de band, getiteld Food for Thought (1985), werd opgenomen in de Inner Ear Studios, de opnamestudio van Dischord Records, in november 1984 met Ian MacKaye van de band Minor Threat die assisteerde bij de productie. Het werd oorspronkelijk uitgebracht via het platenlabel R&B Records in 1985 terwijl de leden nog op de middelbare school zaten. In 1986 bracht Dischord Records de ep Take It Back uit. Kort daarna verliet Mark de band om naar de universiteit te gaan en de band brak uit elkaar. Dante ging drummen voor Ignition en Geoff, Steve, en Mark herenigden en vormden samen de band Three, met drummer Jeff Nelson (van Minor Threat). Gray Matter hervormde in het voorjaar van 1990 en bracht in 1991 een ep bestaande uit twee 7-inch grammofoonplaten uit en in 1992 het tweede en laatste studioalbum Thog. In 1990 bracht Dischord Records een heruitgave uit van Food for Thought en Take It Back, die samen op een cd kwamen. De band viel in 1993 uiteindelijk weer uit elkaar.
Op 12 september 2008 werd de band herenigd voor een eenmalige reünieshow ter gelegenheid van het 15-jarige bestaan van de Black Cat, een nachtclub in Washington D.C., dat tevens gedeeltelijk eigendom is van bandlid Dante Ferrando. De band speelde alle nummers van de ep Take It Back. Gray Matter werd opnieuw herenigd in 2013 ter viering van het 20-jarig jubileum van de Black Cat op 13 september 2013, en in 2018 opnieuw voor het 25-jarige jubileum.

## Leden
- Geoff Turner - zang, gitaar
- Steve Niles - basgitaar, zang
- Mark Haggerty - gitaar
- Dante Ferrando - drums

## Discografie
Studioalbums
- Food for Thought (R&B Records 1985, Dischord Records 1990)
- Thog (Dischord Records 1992)

Verzamelalbums
- Food for Thought/Take It Back (Dischord Records 1990)

Singles en ep's
- Take It Back (Dischord Records 1986)
- 4 Songs (Dischord/WGNS Recordings 1991)
- Second Guess/Catholic Girl (split met Severin, Dischord/Superbad Records 1992)